# Micheline Labelle
Pour les articles homonymes, voir Labelle.
Micheline Labelle, née à Montréal (Québec) le 18 février 1940 et morte dans la même ville le 16 avril 2024, est une anthropologue et professeure d’université.
Professeure au Département de sociologie de l’UQAM de 1976 à 2014, ses domaines de recherches concernent l’immigration, l’intégration, le multiculturalisme, l’interculturalisme et la citoyenneté, le racisme et les discriminations, le nationalisme et le transnationalisme. Elle a été titulaire de la Chaire de recherche en immigration, ethnicité et citoyenneté à l’UQAM (CRIEC) de 2008 à 2014. Elle a été nommée professeure émérite en 2014.

## Biographie
Le père de Micheline Labelle, Joseph Napoléon Labelle, notaire de profession, gardait vive la mémoire des Patriotes du Bas-Canada et des luttes historiques des Canadiens français et vivait fort mal la discrimination exercée sur eux par les anglophones.
Sa mère, Annette Maillet, provenait d’un milieu familial de femmes lettrées où ont vécu les écrivaines Adrienne Maillet(1887-1973) et Andrée Maillet (1921-1995, ainsi que le peintre Ludger Larose dont la sœur Sarah Larose a épousé Ludger Maillet. Ludger Larose fut le professeur de Marc-Aurèle Fortin.
Après ses études au Collège classique Basile-Moreau (en fonction de 1933 à 1968, maintenant le Cégep Vanier), elle a vécu à Paris de 1960 à 1964 avec son fils Patrice et son époux Yves Robillard. À son retour au Québec, elle commence des études en anthropologie à l’Université de Montréal et y obtient une maîtrise en 1967 et un doctorat en 1975. Elle devient ensuite professeure au Département de sociologie de l’Université du Québec à Montréal en 1976.

## Thèse de doctorat
Publiée en 1978 et rééditée en 1987, sous le titre Idéologie de couleur et classes sociales en Haïti, sa thèse de doctorat a été consacrée à la question de couleur en Haïti où elle a vécu en 1971 et 1972. Elle y a interviewé des dizaines de personnes de classes sociales diverses sur la terminologie de couleur et les représentations sociales et politiques qui y sont associées. Elle y constate la reproduction de la classification établie lors de la période esclavagiste et sa prégnance dans les luttes politiques.

## Carrière universitaire
Micheline Labelle a institué le premier Certificat universitaire en immigration et relations ethniques au Québec. Elle a co-dirigé la Chaire de recherche en études ethniques Concordia-UQAM (1993-1995 et 2006-2008), une innovation au Québec. Elle fut ensuite la titulaire de la Chaire de recherche en immigration, ethnicité et citoyenneté (2008-2014), l’une des composantes de l’Institut d’études internationales de Montréal (UQAM). Elle a également créé un Observatoire international sur le racisme et les discriminations auxquels se sont associés de nombreux partenaires, dont le Grand Conseil des Cris, la Commission canadienne de l’UNESCO, la Table de concertation au service des réfugiés et des immigrants (TCRI). Elle a agi comme consultante pour l’UNESCO et a participé à Nuremberg à l’élaboration du Plan d’action en 10 points de la Coalition internationale des villes contre le racisme, initiative qu’elle a contribué à implanter dans le contexte canadien avec la Commission canadienne de l’UNESCO.
Micheline Labelle a été visiting scholar au Département de sociologie à Harvard University, et chercheuse associée au Berkeley Center For Globalization and Information Technology de UCLA, ainsi qu’au Centre d’analyse et d’intervention sociologiques de l’École des hautes études en sciences sociales, au Centre d’études en relations internationales, Sciences Po à Paris, au Laboratoire PACTE à Grenoble.
Micheline Labelle a exercé diverses fonctions au sein de la communauté universitaire de l'UQAM : responsable du Comité pour la création du premier Certificat en immigration et relations interethniques de l’UQAM, directrice du module de sociologie, membre du Comité exécutif du Département de sociologie, membre du Conseil exécutif de l’Institut d'études internationales de Montréal (IEIM), membre du Groupe institutionnel de réflexion sur les relations interethniques et interculturelles de l’UQAM, déléguée du Syndicat des professeurs de l'UQAM.

## Domaines de recherche
Micheline Labelle s’est spécialisée en sociologie de l’immigration, de l’ethnicité et du racisme. Elle a approfondi les politiques du multiculturalisme canadien et de l’interculturalisme québécois, deux visions différentes de la prise en compte de la diversité ethnoculturelle. Elle a également approfondi les questions de citoyenneté, de nationalisme et de transnationalisme.
Micheline Labelle est l’autrice ou la co-autrice de plus de 200 publications : livres, monographies, rapports de recherche, chapitres d’ouvrages collectifs et articles dans des revues internationales et nationales avec comité de lecture (Anthropologica, Revue européenne des migrations internationales, Canadian Ethnic Studies, American Quebec Studies, International Journal of Canadian Studies, Policy Options, Cahiers de recherche sociologique, Sociologie et sociétés, Recherches sociographiques), incluant de nombreux articles dans les médias (Le Monde, La Conversation, Le Devoir, La Presse, le Journal de Montréal).

## Prix et distinctions
Deux prix ont souligné l’excellence de son travail. Le premier Prix Thérèse Casgrain remis par le Conseil de recherches en sciences humaines du Canada (1989) et le Prix Hommage 40 ans de la Charte remis par la Commission des droits de la personne et de la jeunesse du Québec (2015). Elle a été nommée professeure émérite de l’UQAM en 2014.

## Services auprès de la société
Micheline Labelle a été membre du Conseil de l’immigration et des relations interculturelles du Québec (2002-2004); vice-présidente de l’Association des sociologues et des anthropologues de langue française (1979-1982; 2005-2006); membre du conseil d’administration de l’Association internationale en études québécoises (2003-2010); experte pour l’UNESCO; membre de la Commission sectorielle Sciences naturelles, sociales et humaines de la Commission canadienne pour l'UNESCO (2011-2015); membre de comités éditoriaux de revues scientifiques (Canadien Ethnic Studies, American Quebec Studies, Cahiers de recherche sociologique) et de maisons d’édition (Collection Carrefours, Éditions Academia, Louvain-La-Neuve) et évaluatrice externe pour de multiples revues scientifiques.

## Engagement politique
Sur le plan politique, Micheline Labelle a été membre de la Commission sur l’avenir politique et constitutionnel du Québec (1990); membre du Groupe de réflexion sur l’avenir politique et institutionnel du Québec (GRAPIQ, 1993); membre du Comité sur la citoyenneté des Partenaires pour la souveraineté (1995); signataire du Forum Dialogue Québec-Ottawa (1998); membre de la Commission citoyenneté du Bloc québécois (1999-2000); membre du Comité pour une réflexion et une action stratégique sur la Constitution du Québec (COMPAS) (2001-2002);vice-présidente des Intellectuels pour la souveraineté (IPSO) (2008-2022), une organisation fondée par Daniel Turp et Michel Seymour, dans le contexte de la campagne référendaire de 1995.  
Micheline Labelle a fait plusieurs interventions de type formation populaire auprès du Bloc québécois, d’organisations locales du PQ et d’associations communautaires sur des sujets d’actualité comme le rôle et les enjeux de l’immigration, la différence entre le multiculturalisme canadien et l’interculturalisme québécois, l’explication du racisme direct ou systémique, les dangers de l’intégrisme religieux.

## Après la retraite universitaire
Avec le professeur et juriste Daniel Turp, elle a pris position en faveur de l’adoption d’une Loi sur la laïcité du Québec, impliquant l’interdiction des signes religieux chez les employés de l’État, et ses positions sur ce dernier sujet ont été largement diffusées dans Le Devoir, le Journal de Montréal, Le Monde et autres.   
Elle s’est montrée critique de la mouvance EDID (équité, diversité, inclusion, décolonisation) qui a de nombreux effets pervers dans les universités et les collèges, ainsi que des excès attachés à l’utilisation courante du terme décolonisation, dans divers ouvrages collectifs publiés récemment.

## Le Fonds d'archives Micheline Labelle à l'UQAM
Le fonds d'archives de Micheline Labelle est conservé au Service des archives de l’Université du Québec à Montréal. Il contient 3,27 mètres de documents et 371 cassettes sonores en français et en plusieurs langues : anglais, créole, espagnol, grec et portugais. Cette documentation rassemble du contenu traitant des problématiques étudiées de 1980 à 1996 en matière d’immigration, d'ethnicité, de pluralisme, du racisme, d’intégration des jeunes, de citoyenneté, de question nationale du Québec, de leadership associatif en milieu minoritaire, ainsi que conditions de travail et de vie des ouvrières immigrées.

## Publications principales
- Labelle Micheline (1978, 1987). Idéologie de couleur et classes sociales en Haïti, Montréal, Presses de l'Université de Montréal, 393p.
- Labelle Micheline, Deirdre Meintel, Geneviève Turcotte et Marianne Kempeneers (1987). Histoires d'immigrées. Itinéraires d'ouvrières Colombiennes, Haïtiennes, Grecques, Portugaises de Montréal, Montréal, Boréal, 275p.
- Labelle Micheline et Joseph J. Lévy. (1995). Ethnicité et enjeux sociaux. Le Québec vu par les leaders de groupes ethnoculturels, Montréal, Liber, 377p.
- Labelle Micheline et François Rocher (dir.), en collaboration avec Anne-Marie Field (2004). Contestation transnationale, diversité et citoyenneté dans l’espace québécois, Québec, Presses de l’Université du Québec. 234p.
- Labelle Micheline, Rachad Antonius et Georges Leroux (dir.) (2005). Le devoir de mémoire et les politiques du pardon, Québec, Presses de l’Université du Québec, 464p.
- Labelle Micheline, François Rocher et Rachad Antonius (2009). Immigration, diversité et sécurité : les associations arabo-musulmanes face à l’État au Canada et au Québec, Québec, Les Presses de l’Université du Québec, 192p.
- Labelle Micheline (2011). Racisme et antiracisme. Discours et déclinaisons, Québec, Presses de l’Université du Québec, 212p.
- Labelle Micheline, Jocelyne Couture et Frank. W. Remiggi (dir.) (2012). La communauté politique en question. Regards croisés sur l’immigration, la citoyenneté, la diversité et le pouvoir, Québec, Presses de l’Université du Québec, 375p.
- Labelle Micheline, Rachad Antonius et Pierre Toussaint (dir.) (2013). Les nationalismes québécois face à la diversité ethnoculturelle, Montréal, Éditions de l’IEIM, 319p.